# Millionnaire (calculatrice)
Pour les articles homonymes, voir Millionnaire (homonymie).

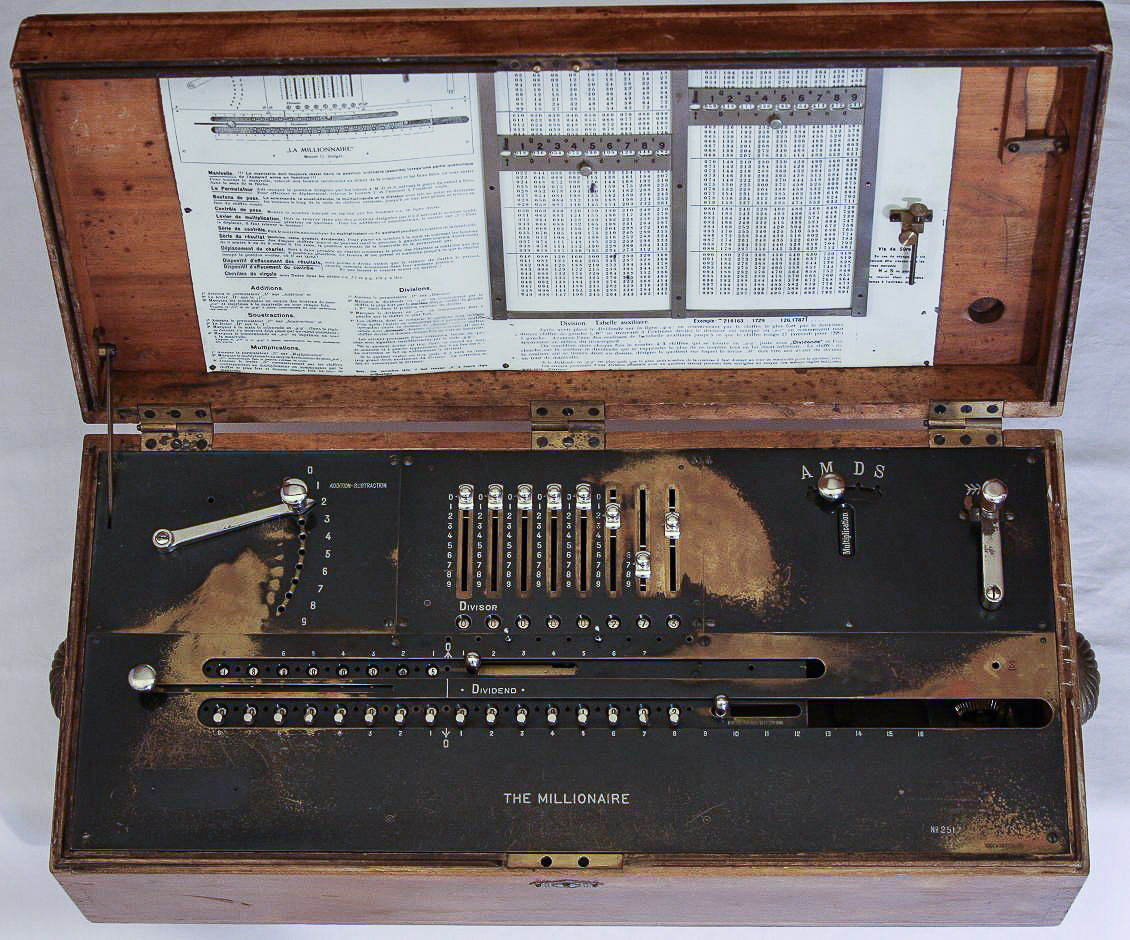
La Millionnaire.

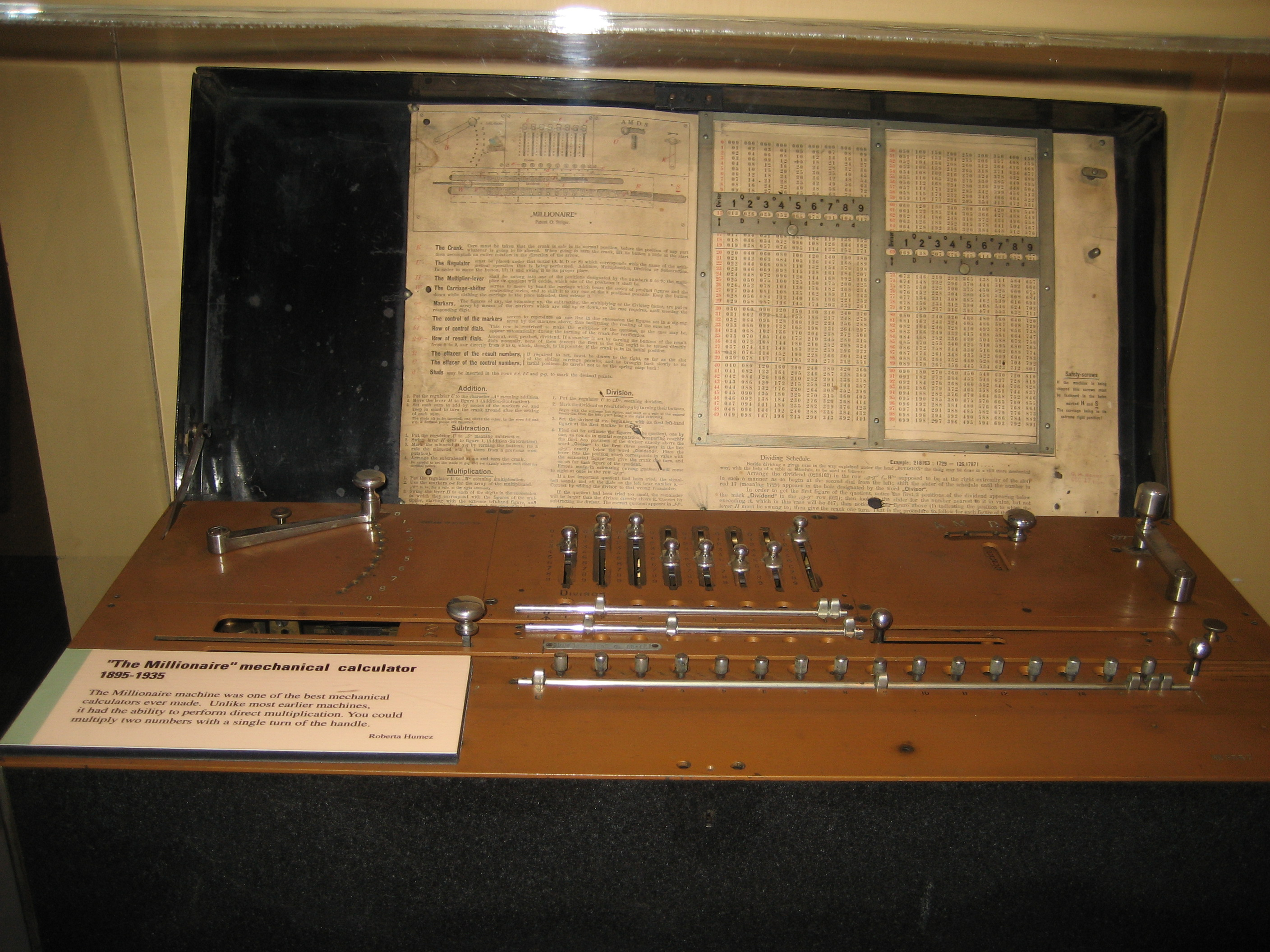
La Millionnaire exposée au Musée de la science à Boston.

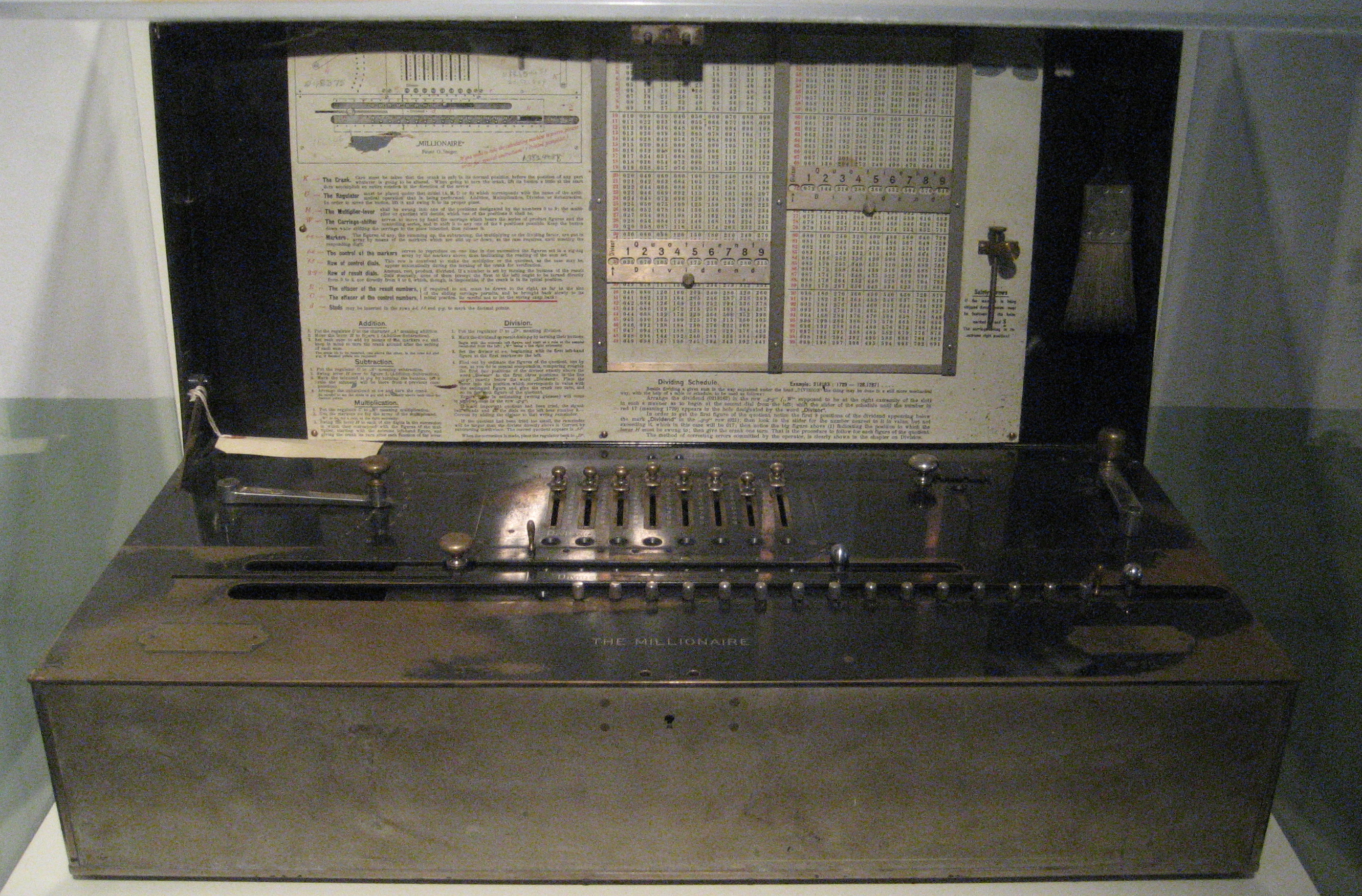
La Millionnaire exposée à la Monnaie de La Nouvelle-Orléans.

La Millionnaire est une calculatrice mécanique conçue et commercialisée à la fin du XIXe siècle. Elle est la première machine industrialisée permettant de réaliser directement des multiplications, sans passer par une suite d'additions.

## Histoire
Conçue par Otto Steiger, un ingénieur suisse, elle a été brevetée pour la première fois en 1892 en Allemagne. Des brevets ont également été déposés en France, en Suisse, et aux États-Unis en 1893.
La production, qui a commencé en 1893 jusqu'à 1937, était assurée par Hans W. Egli de Zurich. 4 655 exemplaires ont été fabriqués.

Place dans la chronologie des machines à calculer de bureau en production au XIXe siècle.

## Caractéristiques
Cette calculatrice est la première faisant l'objet d'une industrialisation, permettant de multiplier directement un nombre par un chiffre, en utilisant une plaque contenant des tiges de longueur proportionnelle aux termes des colonnes de la table de Pythagore. Les calculateurs précédents décomposaient une multiplication en une suite d'additions. Auparavant, Léon Bollée avait présenté à l'exposition universelle de 1889 une machine fondée sur les mêmes principes, permettant de faire une multiplication directe.
Sa taille et son poids sont assez importants : L67 × H20 × P31 cm, pour 40 kg.

## Usages notables
William Pickering s'en est servi, vers 1905, pour les calculs permettant de mettre en évidence une Planète X au-delà de l'orbite de Neptune.
En 1919, Ronald Aylmer Fisher, considéré comme le premier statisticien moderne, affirmait qu'il ne pouvait pas faire son travail sans sa calculatrice Millionnaire, même si son coût était supérieur à son salaire annuel.